# My One and Only Thrill
My One and Only Thrill från 2009 är den amerikanska singer-songwritern Melody Gardots andra musikalbum.

## Låtlista
Låtarna är skrivna av Melody Gardot om inget annat anges.
1. Baby I'm a Fool – 3:32
2. If the Stars Were Mine – 2:50
3. Who Will Comfort Me – 4:58
4. Your Heart is as Black as Night – 2:44
5. Lover Undercover – 4:27
6. Our Love is Easy (Melody Gardot/Jesse Harris) – 5:29
7. Les étoiles – 3:20
8. The Rain – 3:24
9. My One and Only Thrill – 6:12
10. Deep Within the Corners of My Mind – 3:22
11. Over the Rainbow (Harold Arlen/Yip Harburg) – 4:35
12. If the Stars Were Mine [instrumental] – 3:14

## Mottagande
Skivan fick ett gott mottagande när den kom ut och snittar på 3,6/5 på Kritiker.se, baserat på sex recensioner.

## Listplaceringar i Norden
| Lista (2009–10) | Topplacering |
| --------------- | ------------ |
| Sverige         | 1            |
| Norge           | 2            |
| Danmark         | 9            |
| Finland         | 17           |